# Siegfried Roussel Dibong
Pour les articles homonymes, voir Roussel.
Siegfried Roussel Dibong, né le 2 mai 1938 à Song Bayang et mort le 21 mars 2016, est un ingénieur camerounais de génie civil. Grand officier de l’Ordre National de la Valeur, il a dirigé l’Office national des ports du Cameroun.

## Parcours professionnel
Diplômé de l’École spéciale des travaux publics, du bâtiment et de l'industrie de Paris et inspecteur général du corps de génie civil, il fut directeur de la construction au Ministère de l'équipement, de l'habitat et des domaines de 1972 à 1975. Puis, Secrétaire général du ministère de l'équipement et de l'habitat de 1975 à 1980. Ensuite, il occupera les fonctions de Secrétaire général du Ministère de l'équipement de 1980 à 1985.
Parallèlement à ses hautes fonctions administratives, il enseigne à l'Université. De 1974 à 1976, il est chargé de cours à l’École Nationale de Technologie de Yaoundé. Il est ensuite chargé de cours de 1976 à 1978 à l’École nationale supérieure polytechnique de Yaoundé.
De 1985 à 1993, il sera Directeur Général de l’Office national des ports du Cameroun,.

## Engagement culturel
Fils de Pasteur, Siegfried Roussel Dibong a également été membre fondateur de l’Association culturelle Mbog Liaa. Ressortissant du clan Badjôb, il était notable dans son village natal dans l’Arrondissement de Biyouha.
Marié à Léa Eléanore Ngo Nguibe (décédée), il était père de plusieurs enfants et grand-père de plusieurs petits enfants à sa mort.

## Décorations
- Grand officier de l'ordre de la Valeur

## Publications
Il aborde la réflexion sur l'héritage spirituel des natifs Bassa, Mpoo et Bati (Mbog Liaa) dans ses ouvrages.
- Siegfried Roussel Dibong, L'enjeu de Dieu : Réflexion sur les désignations de Dieu par les ancêtres de Ngog Lituba et leurs concordances avec les écrits bibliques, Éditions Kiyikaat. 2013
- Siegfried Roussel Dibong, Ngog Lituba: L'Inconfort de la croix, Éditions Kiyikaat. 2015. 88 pages.